# Списак ДВД издања Очајних домаћица
| Сезона | Сезона | Премијера ДВД издања по региони | Премијера ДВД издања по региони | Премијера ДВД издања по региони | Премијера ДВД издања по региони | Премијера ДВД издања по региони    |
| Сезона | Сезона | Регион 1                        | Регион 2                        | Регион 4                        | Регион 5                        | Број дискова                       |
| ------ | ------ | ------------------------------- | ------------------------------- | ------------------------------- | ------------------------------- | ---------------------------------- |
|        | 1      | 20. септембар 2005.             | 10. октобар 2005.               | 28. новембар 2005.              | 18. јул 2006.                   | 6 (Региони 1, 2 и 4), 5 (Регион 5) |
|        | 2      | 29. август 2006.                | 13. новембар 2006.              | 4. октобар 2006.                | 28. јун 2007.                   | 7 (Регион 2 и 4), 6 (Регион 1 и 5) |
|        | 3      | 4. септембар 2007.              | 5. новембар 2007.               | 31. октобар 2007.               | -                               | 6 (сви региони)                    |
|        | 4      | 2. септембар 2008.              | 3. новембар 2008.               | 29. октобар 2008.               | -                               | 5 (сви региони)                    |
|        | 5      | -                               | -                               | -                               | -                               | -                                  |

## Прва сезона

#### Регион 1
| ДВД наслов | Датум издавања      |
| ---------- | ------------------- |
|            | 20. септембар 2005. |

### Регион 2
| ДВД наслов | Датум издавања      | Државе                      |
| ---------- | ------------------- | --------------------------- |
|            | 10. октобар 2005.   | Уједињено Краљевство, Ирска |
|            | 20. октобар 2005.   | Норвешка                    |
|            | 30. новембар 2005.  | Шпанија                     |
|            | 30. новембар 2005.  | Шведска                     |
| (1)        | 1. децембар 2005.   | Бенелукс                    |
|            | 1. децембар 2005.   | Италија                     |
|            | 8. децембар 2005.   | Немачка                     |
|            | 9. децембар 2005.   | Француска                   |
|            | 17. март 2006.      | Финска                      |
|            | 11. јул 2006.       | Румунија                    |
|            | 7. август 2006.     | Хрватска                    |
| (3)        | 5. септембар 2006.  | Мађарска                    |
| (3)        | 18. септембар 2006. | Пољска                      |
| (3)        | 24. септембар 2006. | Србија                      |
|            | 4. октобар 2006.    | Јапан                       |
|            | 29. јун 2007.       | Чешка, Словачка             |
|            | 28. август 2007.    | Мађарска                    |

(1) У овом издању налази се грешка у аудио-запису на другом ДВД-у. Уместо немачког, француског и енглеског језика запис је немачки и енглески.

(2) Чешка и Словачка одлучили су да имају различите омоте, те су издали засебна издања

(3) У Србији и Пољској, ДВД издања су без бонус видео и аудио додатака.

### Регион 4
| ДВД назив                                                                   | Датум издавања     | Држава      |
| --------------------------------------------------------------------------- | ------------------ | ----------- |
|                                                                             | 21. новембар 2005. | Бразил      |
|                                                                             | 28. новембар 2005. | Аустралија  |
|                                                                             | 20. децембар 2005. | Нови Зеланд |
|                                                                             | 15. фебруара 2006. | Аргентина   |
| Desperate Housewives - Esposas Desesperadas - La Primera Temporada Completa | 15. фебруара 2006. | Мексико     |

### Region 5
| ДВД назив | Датум издавања | Држава |
| --------- | -------------- | ------ |
|           | 18. јул 2006.  | Русија |

У Руској федерацији, ДВД је издат без бонус аудио и видео материјала.

## Друга сезона

#### Регион 1
| ДВД наслов | Датум издавања   |
| ---------- | ---------------- |
|            | 29. август 2006. |

### Регион 2
| ДВД наслов | Датум издавања      | Државе                      |
| ---------- | ------------------- | --------------------------- |
|            | 13. новембар 2006.  | Уједињено Краљевство, Ирска |
|            | 1. децембар 2006.   | Италија                     |
|            | 7. децембар 2006.   | Немачка                     |
|            | 26. фебруар 2007.   | Румунија                    |
|            | 1. март 2007.       | Немачка                     |
|            | 15. март 2007.      | Хрватска                    |
|            | 29. август 2007.    | Мађарска                    |
|            | 6. септембар 2006   | Бенелукс                    |
|            | 12. септембар 2007. | Србија                      |
| (3)        | 17. септембар 2007. | Пољска                      |
|            | 28. септембар 2007. | Француска                   |

(1) У Великој Британији, Ирској и у земљама Бенелукса едиција је изддата на 7 дискова (уместо стандардни 6) са по 4 епизоде и са пуним бонус материјалом. 

(2) У Немачкој пласирана су два ДВД издања са по четири диска.

(3) У Србији и Пољској ДВД едиција издата је на 6 диска без додатног бонус садржаја.

### Регион 4
| ДВД наслов | Датум издавања      | Државе      |
| ---------- | ------------------- | ----------- |
|            | 13. септембар 2006. | Бразил      |
|            | 27. септембар 2006. | Аустралија  |
|            | 29. септембар 2006. | Мексико     |
|            | 5. октобар 2006.    | Нови Зеланд |

### Регион 5
| ДВД име | Датум издавања | Државе |
| ------- | -------------- | ------ |
|         | 28. јун 2007.  | Русија |

## Трећа сезона

### Регион 1
| ДВД наслов | Датум издавања     |
| ---------- | ------------------ |
|            | 4. септембар 2007. |

### Регион 2
| ДВД наслов                                         | Датум издавања     | Државе                      |
| -------------------------------------------------- | ------------------ | --------------------------- |
|                                                    | 11. октобар 2007.  | Немачка                     |
|                                                    | 17. октобар 2007.  | Белгија, Холандија          |
|                                                    | 5. новембар 2007.  | Уједињено Краљевство, Ирска |
|                                                    | 6. децембар 2007.  | Немачка                     |
|                                                    | 12. децембар 2007. | Пољска                      |
| Očajne domaćice - Sezona 3 - Edicija prljavog veša | 1. септембар 2008. | Србија                      |
|                                                    | 3. децембар 2008.  | Француска                   |

### Регион 4
| ДВД наслов | Датум издавања    | Државе      |
| ---------- | ----------------- | ----------- |
|            | 17. октобар 2007. | Аустралија  |
|            | 31. октобар 2007. | Нови Зеланд |
|            | 9. новембар 2007. | Мексико     |
| '          | 9. новембар 2007. | Бразил      |

### Регион 5
| ДВД наслов | Датум издавања                                                                   | Државе |
| ---------- | -------------------------------------------------------------------------------- | ------ |
|            | 13. децембар 2007. (the release was canceled due to not having been shown on TV) | Русија |

## Четврта сезона

#### Регион 1
| ДВД наслов | Датум издавања     |
| ---------- | ------------------ |
|            | 2. септембар 2008. |

#### Регион 2
| ДВД наслов | Датум издавања      | Државе               |
| ---------- | ------------------- | -------------------- |
|            | 16. октобар 2008.   | Немачка              |
|            | 3. новембар, 2008.  | Уједињено Краљевство |
|            | 11. децембар, 2008. | Немачка              |

#### Регион 4
| ДВД наслов | Датум издавања    | Државе     |
| ---------- | ----------------- | ---------- |
|            | 29. октобар 2008. | Аустралија |

## Пета сезона
Пета сезона Очајних домаћица тренутно се премијерно приказује у Сједињеним Америчким Државама те због тога ДВД издање ове сезоне није пласирано. У складу са досадашњом традицијом издавања, очекује се да прво ДВД издање пете сезоне буде пласирано на подручју првог региона.